# Dimensioni. Rivista abruzzese di cultura e d'arte
Dimensioni è stata una rivista di arte e letteratura fondata a Sulmona nel 1957 dai docenti Ottaviano Giannangeli e Fausto Brindesi. Dalla metà del 1958 la sede della rivista passò a Lanciano e a Giannangeli si aggiunsero, come direttori, i poeti e giornalisti Giammario Sgattoni e Giuseppe Rosato, fino alla sua chiusura nel 1974.
Animata da un gruppo di giovani abruzzesi che dopo l'università decisero di vivere e operare in provincia, "Dimensioni" volle essere luogo di incontro e di scambio tra la cultura nazionale e le nuove intellettualità che si facevano strada a livello locale.

## Caratteristiche
Dimensioni. Rivista abruzzese di cultura e d'arte è stata dapprima stampata a Sulmona, presso la Tipografia Labor, e poi a Lanciano, per i tipi della C.E.T. (Cooperativa Editoriale Tipografica). La rivista è stata fondata da Ottaviano Giannangeli e Fausto Brindesi, e diretta, successivamente, da Giannangeli insieme a Giammario Sgattoni e Giuseppe Rosato; il direttore responsabile era Marcello Martelli. Nonostante si proponesse, inizialmente, come rivista mensile, "Dimensioni" non rispettò mai questa scadenza (nel primo anno, ad esempio, uscirono 6 numeri).

## Storia
In un Abruzzo ancora arretrato sotto molteplici aspetti, "Dimensioni" combatté la battaglia contro l'isolamento culturale, per la creazione di moderne strutture universitarie, per arrestare la "fuga dei cervelli", per creare comunque occasioni di crescita e di promozione del patrimonio culturale e delle risorse umane della regione. In quest'ambito la rivista, con il suo gruppo, si inserì con estrema vivacità nel dibattito nazionale e si pose all'attenzione di un vasto pubblico e della critica specializzata.
Alla rivista collaborarono firme della cultura nazionale, insieme a una folta schiera di intellettuali abruzzesi. Sgattoni vi pubblicò gran parte della sua produzione poetica, insieme a una lunga serie di interventi critici e di schede di lettura a testimonianza di un ventaglio veramente ampio di interessi e competenze.
All'interno della rubrica Fuori testo, che rappresentava forse il luogo della riflessione e della coscienza della rivista, i tre animatori del periodico (Giannangeli, Rosato e Sgattoni) erano soliti fare il punto sul lavoro svolto e dialogare con i lettori e con sé stessi: qui i curatori proposero i propri punti di vista e le proprie interpretazioni della realtà culturale italiana e abruzzese in particolare.
Sostenuta da un piccolo gruppo di fedeli abbonati e da qualche istituto di credito locale, la rivista visse fino al 1974, quando, di fronte alle crescenti difficoltà di ordine economico, interruppe definitivamente le pubblicazioni.

## Principali firme della rivista
Laudomia Bonanni, Ermanno Circeo, Pietro Civitareale, Francesco Flora, Francesco Paolo Giancristofaro, Massimo Grillandi, Caterina Lelj, Renato Minore, Mario Luzi, Gino Nogara, Rino Panza, Mario Pomilio, Giuseppe Porto, Salvatore Quasimodo, Nerio Rosa, Aleardo Rubini, Benito Sablone, Mario Sansone, Pasquale Scarpitti, Giovanni Titta Rosa, Paolo Toschi, Diego Valeri, Mario Vecchioni. Sulla rivista compaiono anche scritti originali di Ignazio Silone.